# William Batty

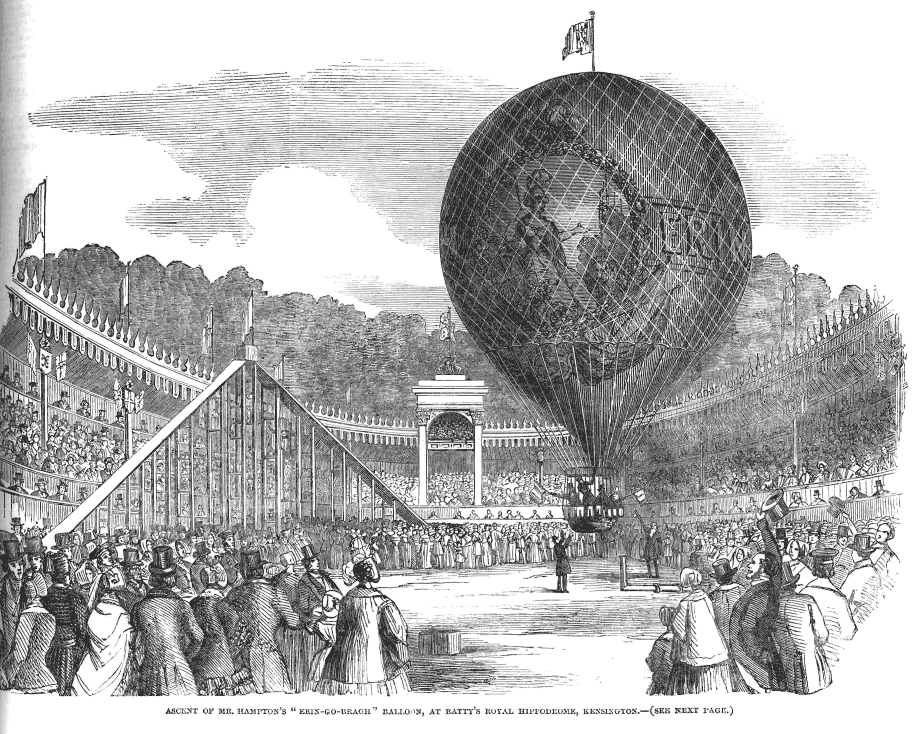
Balão publicitário no Batty's Hippodrome

William Batty (1801-1868) foi um empresário circense londrino.
Seu circo foi um dos de maior sucesso na inglaterra vitoriana, iniciando sua carreira como perfomista equestre e inaugurando o Batty's Hippodrome.